# Hohentramm
Hohentramm ist ein Ortsteil der Gemeinde Beetzendorf im Altmarkkreis Salzwedel in Sachsen-Anhalt.

## Geographie
Hohentramm, ein Rundplatzdorf mit Kirche, liegt rund 15 Kilometer südlich der Kreisstadt Salzwedel in der Altmark. Im Westen des Dorfes fließt der Stapener Landgraben, der in die Purnitz mündet.
Nachbarorte sind Siedengrieben im Westen, Stapen im Norden, Klein Apenburg im Nordosten, der Flecken Apenburg im Osten und Poppau im Süden.

## Geschichte

### Mittelalter bis 20. Jahrhundert
Hohentramm wurde 1304 erstmals urkundlich als villa Tramme erwähnt, als Ritter von Stöckheim (Stockem) dem Kloster Arendsee mit seiner Tochter eine Hebung aus Tramm verschrieb. Im Jahre 1331 wurde das Dorf als ville hoghentramme erwähnt, als Heinrich von Rundstedt und Fritz von Dequede ihre Güter an Borchard von Bartensleben verkauften. Am 21. Oktober 1440 wurde das Dorff Hohen Tramme urkundlich erwähnt, als der Probst und der Konvent des Klosters Arendsee es an die von der Schulenburg verkauften. Weitere Nennungen sind 1541 Hohen Tram, 1687 Hohen Tram und 1804 Hohen-Tramm, Dorf mit 13 Feuerstellen.
Nördlich des Dorfes liegt der Bahnhof Hohentramm, an der früheren Bahnstrecke Kalbe/Milde–Beetzendorf der Altmärkischen Kleinbahn. Das Bahnhofsgebäude wurde am 18. Dezember 1899 eröffnet und war als Bahnhofsagentur bis 1987 in Benutzung. Danach wurde das Gebäude an die Sowjetarmee übergeben, die es bis zur Wende als Jagdquartier für das Sonderjagdrevier Hohentramm nutzte. 1991 wurde der Personen- und 1994 auch der Güterverkehr eingestellt, die Bahngleise wurden abgebaut. Das Gebäude wurde ab 1994 von den neuen Eigentümern in seiner Substanz gesichert.
Über das Brauchtum wurde 1964 berichtet. In Hohentramm war es üblich an Fastnachtstagen einmal alles umzukehren – so waren auch nach Sonnenuntergang die Frauen die „Herren“. Beim Erntefest wurde die Erntekrone dem Festzug voran getragen und in einem Tanzsaal aufgehängt.
Im Mittelelbischen Wörterbuch ist ein Neckreim über den Bodenqualität im Dorf zu finden.

“In Haugntramm doa smaukt de Sand, in Stoapen is got Weitenland.”

„In Hohentramm da raucht der Sand, in Stapen ist gut Buchweizenland.“

### Herkunft des Ortsnamens
Jürgen Udolph leitet den Ortsnamen aus der slawischen Grundform „traby“ für „Rohr“ oder „Röhre“ ab.
Matthias Friske zufolge wäre auch eine Übertragung des Namens vom Dorf Tramm denkbar, das südwestlich von Dannenberg (Elbe) liegt.
Heinrich Sültmann geht aus von 1304 Tramme und erkennt die mittelhochdeutschen Worte „dram, tram“ mit der Bedeutung „Balken, Balkenwerk, Haus“. Tramm heißt also etwa so viel wie „Haufen“ oder „Bau“.

### Eingemeindungen
Hohentramm gehörte ursprünglich zum Salzwedelischen Kreis der Mark Brandenburg in der Altmark. Von 1807 bis 1813 lag es im Kanton Groß Apenburg auf dem Territorium des napoleonischen Königreichs Westphalen. Nach weiteren Änderungen kam es ab 1816 in den Kreis Salzwedel, den späteren Landkreis Salzwedel im Regierungsbezirk Magdeburg in der Provinz Sachsen in Preußen.
Am 20. Juli 1950 wurden die bis dahin eigenständigen Gemeinden Siedengrieben und Stapen in die Gemeinde Hohentramm eingemeindet. Am 25. Juli 1952 wurde Hohentramm in den Kreis Klötze umgegliedert. Am 1. Juli 1994 kam die Gemeinde zum Altmarkkreis Salzwedel.
Durch einen Gebietsänderungsvertrag beschloss der Gemeinderat der Gemeinde Hohentramm am 2. Oktober 2008, dass die Gemeinde Hohentramm in die Gemeinde Beetzendorf eingemeindet wird. Dieser Vertrag wurde vom Landkreis als unterer Kommunalaufsichtsbehörde genehmigt und trat am 1. Januar 2009 in Kraft.
Nach Eingemeindung der bisher selbstständigen Gemeinde Hohentramm wurden Hohentramm, Stapen und Siedengrieben Ortsteile der Gemeinde Beetzendorf.

### Einwohnerentwicklung
| Jahr | Einwohner |
| ---- | --------- |
| 1734 | 063       |
| 1774 | 146       |
| 1789 | 063       |
| 1798 | 073       |
| 1801 | 074       |
| 1818 | 066       |

| Jahr | Einwohner |
| ---- | --------- |
| 1840 | 122       |
| 1864 | 154       |
| 1871 | 144       |
| 1885 | 119       |
| 1892 | [00]124   |
| 1895 | 136       |

| Jahr | Einwohner |
| ---- | --------- |
| 1900 | [00]154   |
| 1905 | 151       |
| 1910 | [00]167   |
| 1925 | 172       |
| 1939 | 170       |
| 1946 | 296       |

| Jahr | Einwohner |
| ---- | --------- |
| 1964 | 517       |
| 1971 | 459       |
| 1981 | 357       |
| 1993 | 323       |
| 2006 | 253       |
| 2007 | 247       |

| Jahr | Einwohner |
| ---- | --------- |
| 2015 | [00]77    |
| 2018 | [00]72    |
| 2020 | [00]74    |
| 2021 | [00]75    |
| 2022 | [00]74    |
| 2023 | [0]72     |

Quelle, wenn nicht angegeben, bis 2006:

## Religion
Die evangelische Kirchengemeinde Hohentramm gehörte früher zur Pfarrei Jeeben und wird heute betreut vom Pfarrbereich Beetzendorf des Kirchenkreises Salzwedel im Bischofssprengel Magdeburg der Evangelischen Kirche in Mitteldeutschland.

## Politik

### Bürgermeister
Der letzte Bürgermeister der Gemeinde war Rainer Klinzmann (SPD).

## Kultur und Sehenswürdigkeiten
- Die evangelische Dorfkirche Hohentramm ist ein schlichter Rechtecksaal aus unregelmäßigen Feldsteinen, der im 14. oder 15. Jahrhundert erbaut wurde. Der Vorbau und die Stützpfeiler aus Backstein stammen aus dem Jahre 1883, wie einer Steinritzung am Bau zu entnehmen ist.[24][11] Den quadratischen Fachwerkturm über dem Westteil krönt eine achteckige Spitze. Die spätmittelalterliche Bronzeglocke trägt eine gotische Minuskelinschrift.[25] Innen ist das Bauwerk flach gedeckt, mit einer Empore im Westen. Die Ausstattung ist mit Ausnahme des spätbarocken kleinen Orgelprospekts um 1883 entstanden.[26]